# Liste des symboles de la Bretagne
Les symboles de la Bretagne sont les signes formels ou non qui sont historiquement associés à la Bretagne.

## Liste des emblèmes et symboles de la Bretagne

### Emblèmes

Le Gwenn ha Du

- Le Gwenn ha du drapeau moderne (1923)
- Le Kroaz du, un des plus vieux drapeaux bretons (XIVe siècle)
- La bannière d'hermine, étendard des ducs de Bretagne (XIVe siècle)
- L'hermine (animal)
- La moucheture d'hermine
- Le triskell
- La bruyère
- L'ajonc, depuis décembre 2016[1]

### Devises
- « Kentoc'h mervel eget bezañ saotret » en breton ou « Potius mori quam fœdari »  en latin, phrase traduite en français par l'expression « Plutôt la mort que la souillure » (« Plutôt mourir que trahir », en latin)
- « A ma vie » : devise des ducs de la maison de Montfort.

### Hymnes
- Bro gozh ma zadoù (Vieux pays de mes pères)
- An Alarc'h (Le cygne)

### Saints patrons
- Saint Yves (Sant Erwan en breton), fêté le 19 mai (fête de la Bretagne)
- Sainte Anne (Santez Anna en breton), fêtée le 26 juillet

### Patrimoine culturel
- Le breton et le gallo, le français de Basse-Bretagne et ses bretonnismes
- Le costume breton
- L'Ordre de l'Hermine
- Le sigle BZH (abréviation de Breizh, « Bretagne » en langue bretonne) et l’extension internet .bzh

### Gastronomie
Nourriture
- Kig-ha-farz

- Galette de sarrasin, crêpe bretonne et galette-saucisse
- crêpes dentelles
- Kouign amann
- Far breton
- gâteau breton
- kouign
- caramel au beurre salé
- Sel
- Beurre salé
- Pâté Hénaff
- Sardines en boîte
- huîtres
- langoustine
- tourteau

Boissons
- Cidre
- Chouchen
- Bière bretonne
- Lambig
- whisky breton

Certains produits gastronomiques des Pays de la Loire, tels le muscadet, se revendiquent également de la culture bretonne, de par l'appartenance historique de la Loire-Atlantique à la Bretagne (lire l'article Question du rattachement de la Loire-Atlantique à la Région Bretagne).